# Rozgadana farma (serial animowany)
Rozgadana farma (fr. Potlach, 2006) – francuski serial animowany dla młodzieży z 2006 roku. W Polsce był emitowany po raz pierwszy w 2008 roku przez TVP1.
Serial opowiadający o antropomorficznych zwierzętach gospodarskich w satyryczny sposób odnosi się do zachowań ludzkich i zagadnień społecznych, m.in. zapłodnienie, wiara, etyka, życie rodzinne. W serialu występują następujące postacie: Alan, Omlet, Kotlet, Toby, Eugeni, Kasandra, Heidi, Betty, Nina, Dum Dum, Pan Warren, Warkot, Esmeraldo, Pincho i Owce.

## Wersja polska
Wersja polska: Studio Eurocom

Reżyseria: Dorota Prus-Małecka

Dialogi:
- Agnieszka Farkowska (odc. 1, 3, 9-11, 16-17),
- Hanna Górecka (odc. 6-8, 13-15, 18-24, 26)

Dźwięk i montaż:
- Krzysztof Podolski (odc. 1, 3, 11, 13-20),
- Jacek Gładkowski (odc. 6-10, 21-24, 26)

Kierownictwo produkcji: Marzena Omen-Wiśniewska

Udział wzięli:
- Katarzyna Skolimowska – Kasandra
- Joanna Jędryka – Betty
- Anna Sroka – Heidi
- Krystyna Kozanecka – Omlet
- Monika Wierzbicka – Kotlet
- Włodzimierz Bednarski – Pan Warren
- Modest Ruciński – Warkot
- Wojciech Paszkowski – Alan
- Krzysztof Zakrzewski – Toby
- Tomasz Błasiak – owce
- Robert Tondera – Pincho
- Wojciech Machnicki – Eugeni
- January Brunov – Esmeraldo
- Katarzyna Łaska – Dum Dum
- Anna Wiśniewska - Nina
- Stefan Knothe – narrator / lektor

i inni

## Postacie
- Kasandra – zgryźliwa i apodyktyczna krowa z dzwonkiem na szyi. Jest matką Esmeralda.
- Alan – jest kogutem, mężem Omlet, który nie może dojrzeć do bycia ojcem. Często wpada w kłopoty.
- Warkot – ogromny pesymista i tchórz. Ciągle się wypiera wykonywania różnych rzeczy.
- Toby – jest grubym i łatwo denerwującym się wieprzem. Jest ojcem Niny.
- Esmeraldo – to zbuntowany byk w okresie dojrzewania. Jest nastolatkiem o wenie twórczej. Nieraz buntuje się przeciwko matce. Potrafi grać na gitarze elektrycznej i klasycznej. W rozwijaniu talentu pomaga mu Pan Warren. Rzadko się myje.
- Owce – 10 owiec to zwarta drużyna, która potrafi podołać każdemu wyzwaniu. Lubią grać w piłkę.
- Pan Warren - starszy królik, pracował dawniej w reklamie i jako artysta; podkochuje się w Kasandrze, jego prawdziwe imię to Ferdynand.

## Spis odcinków
| N/o | Polski tytuł                                                        | Francuski tytuł                                                                         |
| --- | ------------------------------------------------------------------- | --------------------------------------------------------------------------------------- |
|     |                                                                     |                                                                                         |
| 01  | Kasandra odchodzi i kropka. To nie cyrk, to po prostu szopka        | Un jour, l’histoire incroyable du cirque et de la fugue de Cassandra                    |
|     |                                                                     |                                                                                         |
| 02  | Babka kartoflana, czyli tak zwana kaszana                           | Un jour, l’histoire incroyable de la dégustation des tartes aux patates                 |
|     |                                                                     |                                                                                         |
| 03  | Co jest tajnego w urodzinach Tobiego?                               | Un jour, l’histoire incroyable de l’anniversaire surprise de Gaby                       |
|     |                                                                     |                                                                                         |
| 04  | Krowy przygoda miłosna, dla owiec sprawa żałosna                    | Un jour, l’histoire incroyable de l’aventure entre une vache et un mouton               |
|     |                                                                     |                                                                                         |
| 05  | Kto przygody smak poczuje, w mocnych wrażeniach potem gustuje       | Un jour, l’histoire incroyable de l’aventure et du défi d’Alan                          |
|     |                                                                     |                                                                                         |
| 06  | Dwóch sióstr przygody oraz burza dla ochłody                        | Un jour, l’histoire incroyable des invitations et des deux sœurs dans la tempête        |
|     |                                                                     |                                                                                         |
| 07  | Dramatyczne śledztwo w warzywniku prowadzące do rozstania w kurniku | Un jour, l’histoire incroyable de la myopie d’Albumine et d’un couple qui se fâche      |
|     |                                                                     |                                                                                         |
| 08  | Maski Inków złość wszystkim daje w kość                             | Un jour, l’histoire incroyable des ruines et des malédictions qui s’en suivirent        |
|     |                                                                     |                                                                                         |
| 09  | Co zerwanie z przeszłością ma wspólnego z miłością?                 | Un jour, l’histoire incroyable des histoires d’amour passées, présentes et à venir      |
|     |                                                                     |                                                                                         |
| 10  | Przyjaciół jak wiecie, poznaje się w biedzie                        | Un jour, l’histoire incroyable du défi sportif entre un coq et un cochon                |
|     |                                                                     |                                                                                         |
| 11  | Jakie jest pokłosie operacji na nosie?                              | Un jour, l’histoire incroyable du coq qui trouvait qu’il avait un gros nez              |
|     |                                                                     |                                                                                         |
| 12  | Pies nie ma nic do stracenia, skazuje innych na niepowodzenia       | Un jour, l’histoire incroyable du chien heureux au jeu et des amours malheureuses       |
|     |                                                                     |                                                                                         |
| 13  | Pierwsza na balu dama pod ścianą stoi sama                          | Un jour, l’histoire incroyable du bal tragique à la ferme et du départ d’Evgueni        |
|     |                                                                     |                                                                                         |
| 14  | Wiejskie pospolite ruszenie musi walczyć z oblężeniem               | Un jour, l’histoire incroyable du combat dramatique contre les envahisseurs             |
|     |                                                                     |                                                                                         |
| 15  | Z Peru lama wraca i wszystko wywraca                                | Un jour, l’histoire incroyable du retour d’un lama qui ressemblait à Pincho             |
|     |                                                                     |                                                                                         |
| 16  | Jak ogłoszenie matrymonialne może okazać się fatalne                | Un jour, l’histoire incroyable des rencontres célestes et du courrier du cœur           |
|     |                                                                     |                                                                                         |
| 17  | Czarna owca chce krwi. Na kaczorze się mści                         | Un jour, l’histoire incroyable de la revanche du mouton noir et du canard traqué        |
|     |                                                                     |                                                                                         |
| 18  | Nieprzemyślany upominek wysyła starego piernika na odpoczynek       | Un jour, l’histoire incroyable du cadeau qui vexe et du coq qui veut prouver des trucs  |
|     |                                                                     |                                                                                         |
| 19  | Świat w przepaść leci, gdy nie ma dzieci                            | Un jour, l’histoire incroyable d’un enfant tant attendu et des enfants tràs détendus    |
|     |                                                                     |                                                                                         |
| 20  | Co może zrobić jedynaczka, by nie mieć w domu niemowlaczka          | Un jour, l’histoire incroyable du bonheur des uns qui énerve les autres                 |
|     |                                                                     |                                                                                         |
| 21  | Kiedy dom krowy jest nawiedzony, zbuntowany byk jest niezrażony     | Un jour, l’histoire incroyable du faux plafond de la caravane de la maison hantée       |
|     |                                                                     |                                                                                         |
| 22  | Ci co mówią, że kurczaki nie latają, bardzo z prawdą się mijają     | Un jour, l’histoire incroyable de la poule qui se sentait pousser des ailes             |
|     |                                                                     |                                                                                         |
| 23  | Nieoczekiwane następstwa kulinarnego szaleństwa                     | Un jour, l’histoire incroyable du cochon qui faisait de la grande cuisine               |
|     |                                                                     |                                                                                         |
| 24  | Czy zapach okrutny dla nosa ma związek z inteligencją młokosa?      | Un jour, l’histoire incroyable de l’ado qui se négligeait et du lapin asthmatique       |
|     |                                                                     |                                                                                         |
| 25  | Kogut i pies są zachwyceni po odkryciu, że są spokrewnieni          | Un jour, l’histoire incroyable des nobles cousins et de leur quête héroïque             |
|     |                                                                     |                                                                                         |
| 26  | Rocznicowe przyjęcie i jego straszliwe konsekwencje                 | Un jour, l’histoire incroyable des cinq ans de mariage et des cadeaux qui s’ensuivirent |
|     |                                                                     |                                                                                         |